# Thaleia Zariphopoulou
Thaleia Zariphopoulou (* 1962) ist eine griechisch-US-amerikanische Mathematikerin, die sich mit stochastischer Optimierung und Finanzmathematik befasst. Sie ist Professorin an der University of Texas at Austin.
Zariphopoulou studierte an der nationalen Technischen Universität Athen mit dem Bachelor-Abschluss in Elektrotechnik 1984 und an der Brown University, mit dem Master-Abschluss in Angewandter Mathematik 1985 und der Promotion bei Wendell Fleming 1989 (Optimal Investment - Consumption Models With Constraints). Danach war sie Assistant Professor am Worcester Polytechnic College und ab 1991 Assistant Professor und ab 1994 Associate Professor an der University of Wisconsin-Madison. 1999 wurde sie V. F. Neuhaus Centennial Professor an der University of Texas at Austin. 2009 bis 2012 war sie auch Oxford-Man Professor für Quantitative Finance in Oxford (seit 2013 ist sie Mitglied des Oxford-Man Instituts). Ab 2012 hat sie den Presidential Chair in Mathematics an der University of Texas.
Sie war Gastwissenschaftlerin am Isaac Newton Institute in Cambridge und an der Universität Paris IX (Dauphiné).
2014 war sie eingeladene Sprecherin auf dem Internationalen Mathematikerkongress in Seoul (Stochastic modeling and methods in optimal portfolio construction). 2012 wurde sie SIAM Fellow. 1995 bis 1997 war sie Sloan Research Fellow. 2006 bis 2008 war sie Präsidentin der Bachelier Finance Society.
Sie ist mit dem Mathematikprofessor in Chicago Panagiotis E. Souganidis verheiratet.